# Semibetatropis animosa
Semibetatropis animosa är en insektsart som beskrevs av Chen, Yang och Wilson 1989. Semibetatropis animosa ingår i släktet Semibetatropis och familjen vedstritar. Inga underarter finns listade i Catalogue of Life.